# Philibert Emmanuel de Beaumanoir de Lavardin
Philibert Emmanuel de Beaumanoir de Lavardin (né au château de Malicorne-sur-Sarthe vers  1617 et mort à Paris le  27 juillet 1671) est un ecclésiastique qui fut évêque du Mans  de 1648 à sa mort.

## Biographie
Philibert Emmanuel de Beaumanoir est issu d'une lignée cadette de l'illustre famille de Beaumanoir. Il est le fils de Henri Ier de Beaumanoir, gouverneur du Maine (1614-1620) et de Marguerite de La Baume de Suze. Il est aussi le petit-fils du maréchal de France Jean de Beaumanoir de Lavardin et nait au château familial de Malicorne-sur-Sarthe. Orphelin de père en 1633 il est élevé par son oncle l'évêque du Mans Charles de Beaumanoir de Lavardin qui confie son éducation aux Oratoriens du Mans. Il séjourne en Italie avec son oncle en 1633 et obtient à  la mort de ce dernier en 1637 en commende les abbayes de Beaulieu au Mans et de Saint-Liguaire à Niort qu'il contrôlait ainsi que le prieuré de Saint-Célerin dépendant de l'abbaye de Marmoutier que le cardinal de Richelieu lui octroie. Il réside six années dans son abbaye poitevine de Niort avant de devenir prédicateur à la cour de France. À la demande du chapitre de chanoines du Mans il est désigné comme évêque en 1648 confirmé le 1er mars 1649 et consacré en avril suivant par le cardinal Nicolò Guidi di Bagno. Il contribue à l'établissement de l'Hôpital-général du Mans. En 1661 lors de la 3e promotion du règne de Louis XIV il est parmi les  prélats nommés dans l'ordre du Saint-Esprit.
Pendant son épiscopat, il réside essentiellement à Paris où il meurt le 27 juillet 1671. Son corps est transféré dans la chapelle du château de Malicorne où il est inhumé  près de ses ancêtres.

## Une réputation posthume sulfureuse
Homme de cour, bel esprit et libertin, l'évêque est considéré comme « l'un des plus beaux hommes du royaume » . Madame de Sévigné qui le fréquentait régulièrement comme son cousin l'évêque de Rennes Jean-Baptiste de Beaumanoir de Lavardin,  relève qu'il « prêchoit mal et aimoit la table ». Lors de sa mort elle note encore « il mourut d'une petit fièvre sans avoir le temps de songer au ciel ». On ignore sur quel élément repose  la rumeur selon laquelle il aurait été une victime  de la Brinvilliers condamnée quelques années plus tard. Selon une tradition développée par Voltaire il aurait été en fait athée et sur son lit de mort, aurait déclaré que du fait de son incrédulité les sacrements qu'il avait délivrés et particulièrement les ordinations qu'il avait effectuées étaient sans valeur !

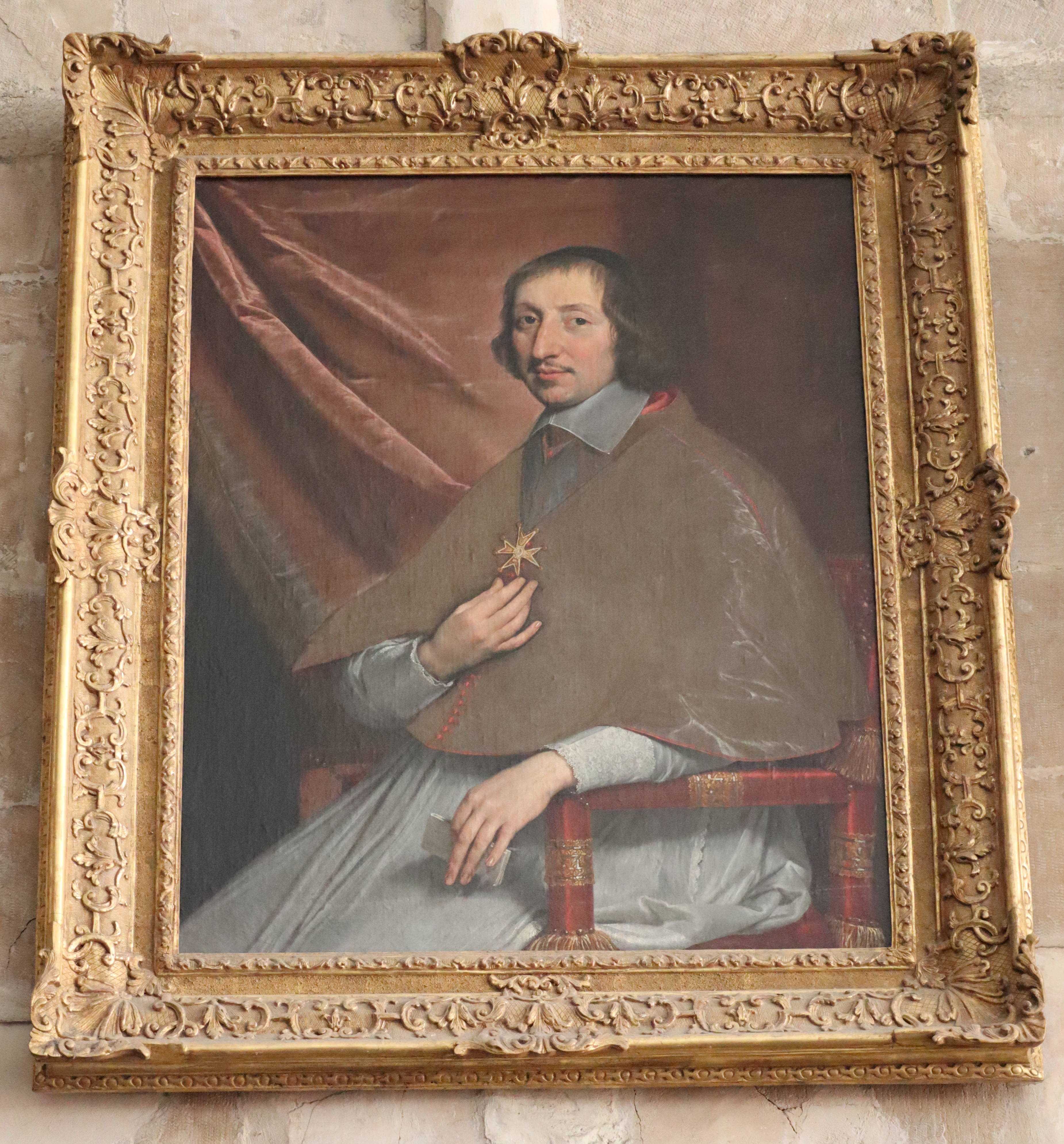
Portrait dans la sacristie de la cathédrale Saint-Julien du Mans attribué à Philippe de Champaigne.
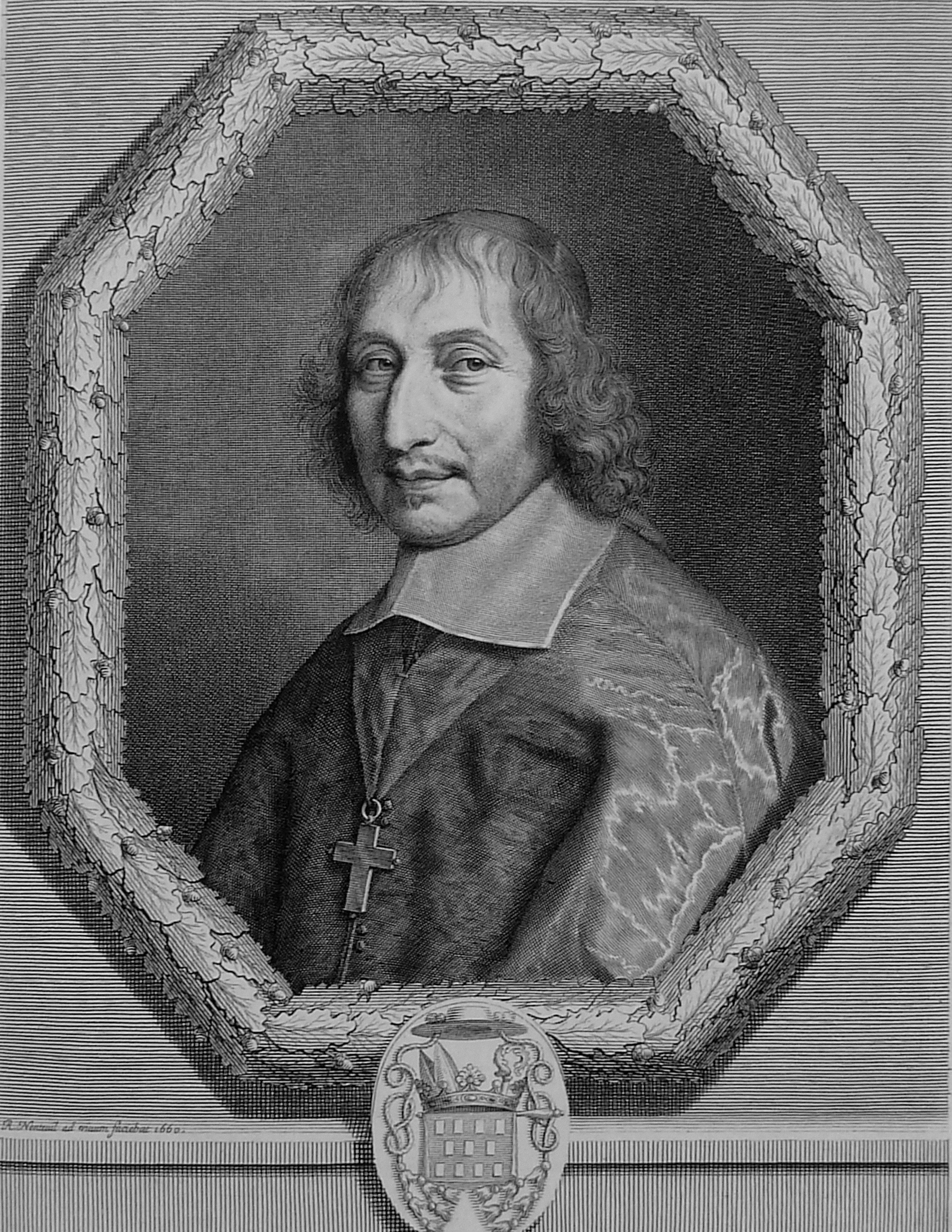
Burin par Robert Nanteuil, 1660.